# Demande incidente
Une demande incidente, dans le domaine juridique, est un incident d'instance à l'initiative d'une partie qui la présente à un juge. L'expression désigne toute demande qui n'ouvre pas l'instance (contrairement à une assignation ou une requête) mais qui intervient au cours d'un procès déjà engagé.
- si elle émane du demandeur, on parle de demande additionnelle : la demande est nouvelle mais elle doit être connexe à la demande initiale.
- si elle émane du défendeur, on parle de demande reconventionnelle : le défendeur présente des moyens de défense et attaque à son tour en formulant des demandes contre celui qui a introduit l'instance.
- si elle émane d'un tiers, on parle d'intervention volontaire : le tiers accepte d'intervenir dans une procédure en cours.
- si elle est dirigée contre un tiers, on parle d'intervention forcée : le demandeur ou le défendeur, décide de mettre en cause un tiers dans le cadre d'une procédure en cours.

## Applications par pays

### Canada
En droit québécois, l'article 47 du Code de procédure civile prévoit que « Les demandes incidentes, telles les demandes en garantie et celles relatives à des dommages-intérêts additionnels en réparation d’un préjudice corporel, doivent être portées devant la juridiction où la demande principale a été introduite. » .